# Тово-Сан-Джакомо
Тово-Сан-Джакомо (італ. Tovo San Giacomo) — муніципалітет в Італії, у регіоні Лігурія, провінція Савона.
Тово-Сан-Джакомо розташоване на відстані близько 430 км на північний захід від Рима, 60 км на південний захід від Генуї, 23 км на південний захід від Савони.
Населення — 2563 особи (2014).

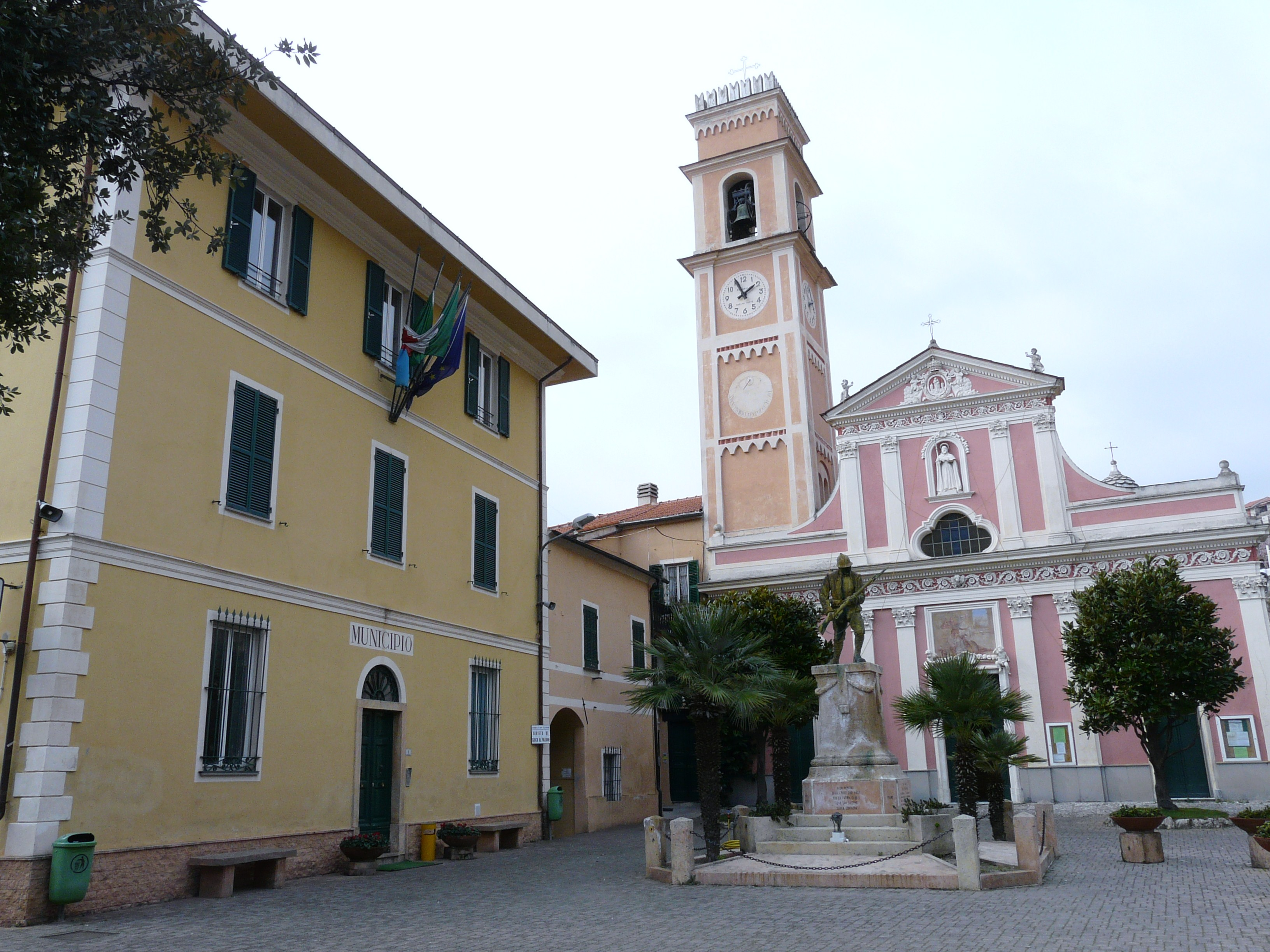

Щорічний фестиваль відбувається 25 липня. Покровитель — San Giacomo il Maggiore.

## Демографія
Населення за роками:

Станом на 1 січня 2023 року в муніципалітеті офіційно проживали 84 іноземці з 20 країн, серед них 27 громадян країн Євросоюзу та 5 громадян України.

## Сусідні муніципалітети
- Борджо-Верецці
- Каліче-Лігуре
- Фінале-Лігуре
- Джустеніче
- Мальйоло
- П'єтра-Лігуре
- Ріальто